# Ielena Kruglova
Ielena Kruglova   (Ivànovo, 22 de març de 1962) és una nedadora russa, ja retirada, especialista en esquena, que va competir sota bandera de la Unió Soviètica durant la dècada de 1970. Està casada amb el també nedador Aleksandr Sidorenko, del qual adoptà la nacionalitat ucraïnesa.
El 1980 va prendre part en els Jocs Olímpics d'Estiu de Moscou on va disputar tres proves del programa de natació. Fent equip amb Yelvira Vasilkova, Alla Grishchenkova i Natàlia Strúnnikova guanyà la medalla de bronze en els 4x100 metres estils, mentre en els 100 i 200 metres esquena quedà eliminada en sèries.
En el seu palmarès també destaca una medalla de bronze al Campionat del Món de natació de 1973 en els 4x100 metres estils; així com cinc campionats soviètics d'esquena entre 1978 i 1980 i tres més de relleus en aquest mateix període.